# Карта зоряного неба

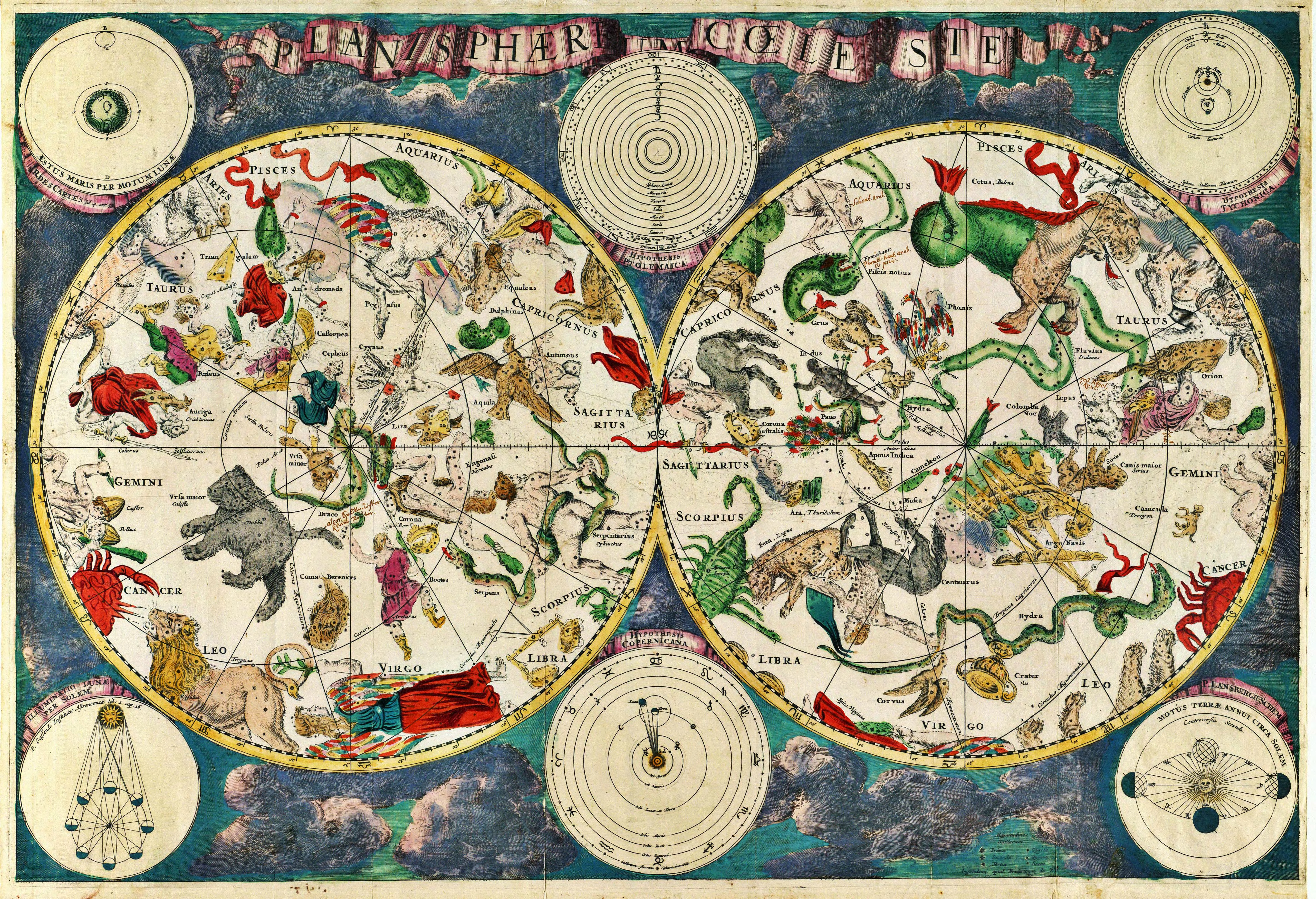
Карта зоряного неба XVII століття голландського картографа Фредеріка де Віта.

Карта зоряного неба (або мапа зоряного неба) — проєкція небесної сфери на площину, яка використовується як для проведення астрономічних спостережень, так і для візуалізації результатів астрономічних спостережень, а також для навігації. 

## Історія
Перші зображення, які можна вважати прообразами карт зоряного неба люди почали робити ще в палеоліті. 
Небесну карту віком близько 2500 років було знайдено археологами наприкінці 2023 року у фортеці на вершині пагорба Кастельєрі ді Рупінпікколо в італійській провінції Трієст. За повідомленням видання Arkeonews, на один з двох знайдених круглих каменів діаметром близько 50 сантиметрів нанесено зображення 29 зірок, 28 з яких дійсно видимі й в наш час.
У 1922 році зібрання астрономів усього світу «поділило» небо на 88 сузір'їв і провело між ними чіткі межі.

## Опис
На сучасних картах зоряного неба вказується дійсне положення зірок, сузір'їв та інших астрономічних об'єктів, з точки зору центра Землі, або конкретного географічного положення на поверхні Землі.
Такі карти використовуються для наведення телескопа у потрібну ділянку неба, для відшукуванняя об'єктів за їхніми координатами тощо.
Розрізняють графічні та фотографічні зоряні карти:
- графічні мапи відображають зоряне небо у вигляді умовних знаків[5]
- фотографічні мапи укладають з набору фотографій зоряного неба[6]

Карти зоряного неба, як і географічні мапи, можуть виконуватися у різних проекціях.

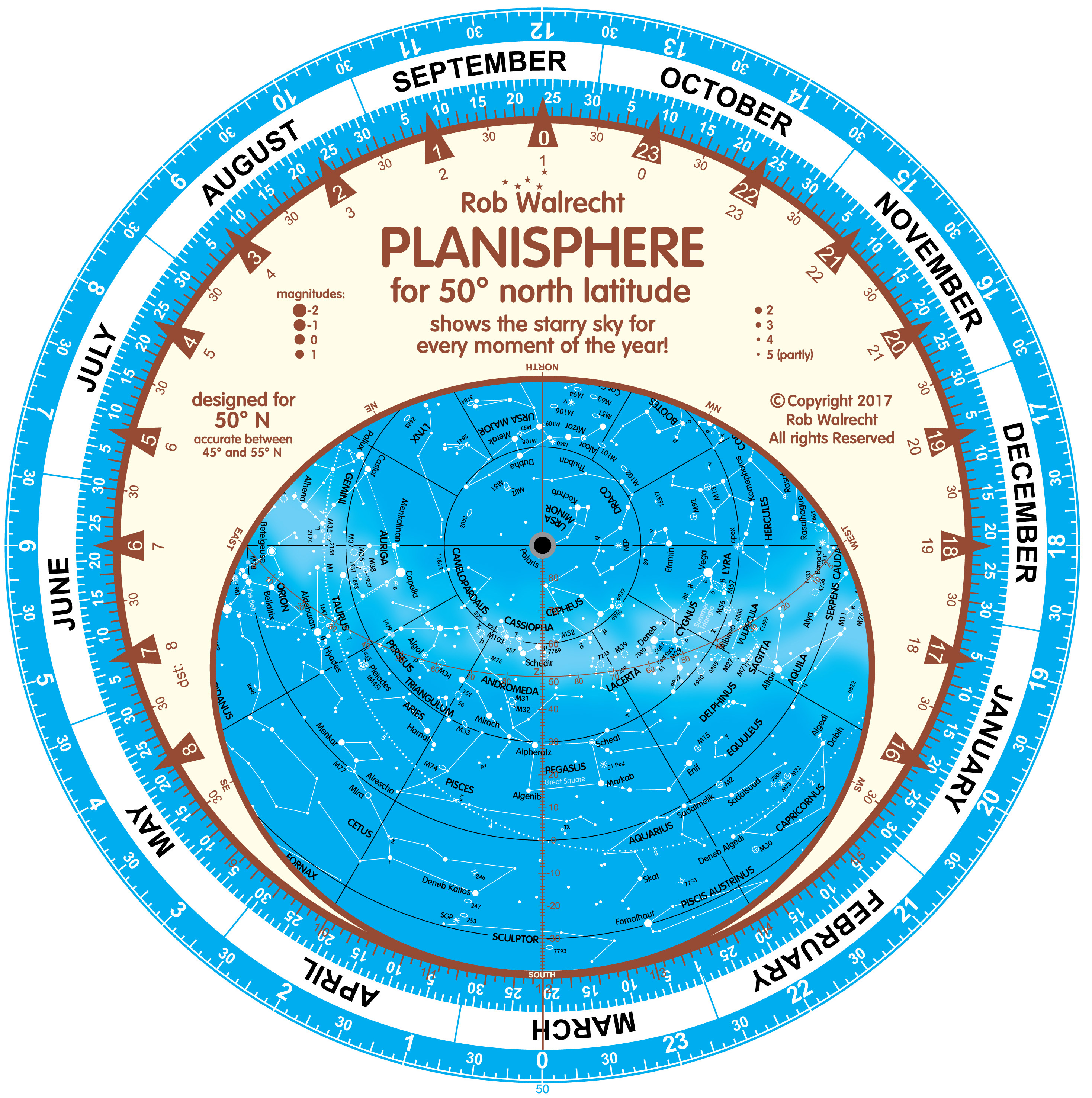
Планісфера для 50-ї паралелі північної широти

Одним з видів зоряних мап для практичного застосування при проведенні астрономічних спостережень є рухома карта зоряного неба — планісфера, з відображенням лише видимої частини небесної сфери у певному географічному місці (центром є точка зеніту у місці спостереження), або у вигляді північної і південної півсфер небесної сфери (центром є північний або південний полюс).
Як джерело данних координат під час укладання зоряних карт використовуються астрономічні каталоги — збірник з описом характеристик космічних об'єктів та їх координат у космічному просторі.
Атлас зоряного неба — сукупність карт зоряного неба, укладених у вигляді альбому чи книги. Часто атласи зоряного неба, укладені в астрономічних обсерваторіях, доповнюються додатковими відомостями щодо проведених астрономічних спостережень, астрономічним календарем, тощо.
Астрономічні календарі також можуть містити карти зоряного неба.

## Глобус зоряного неба

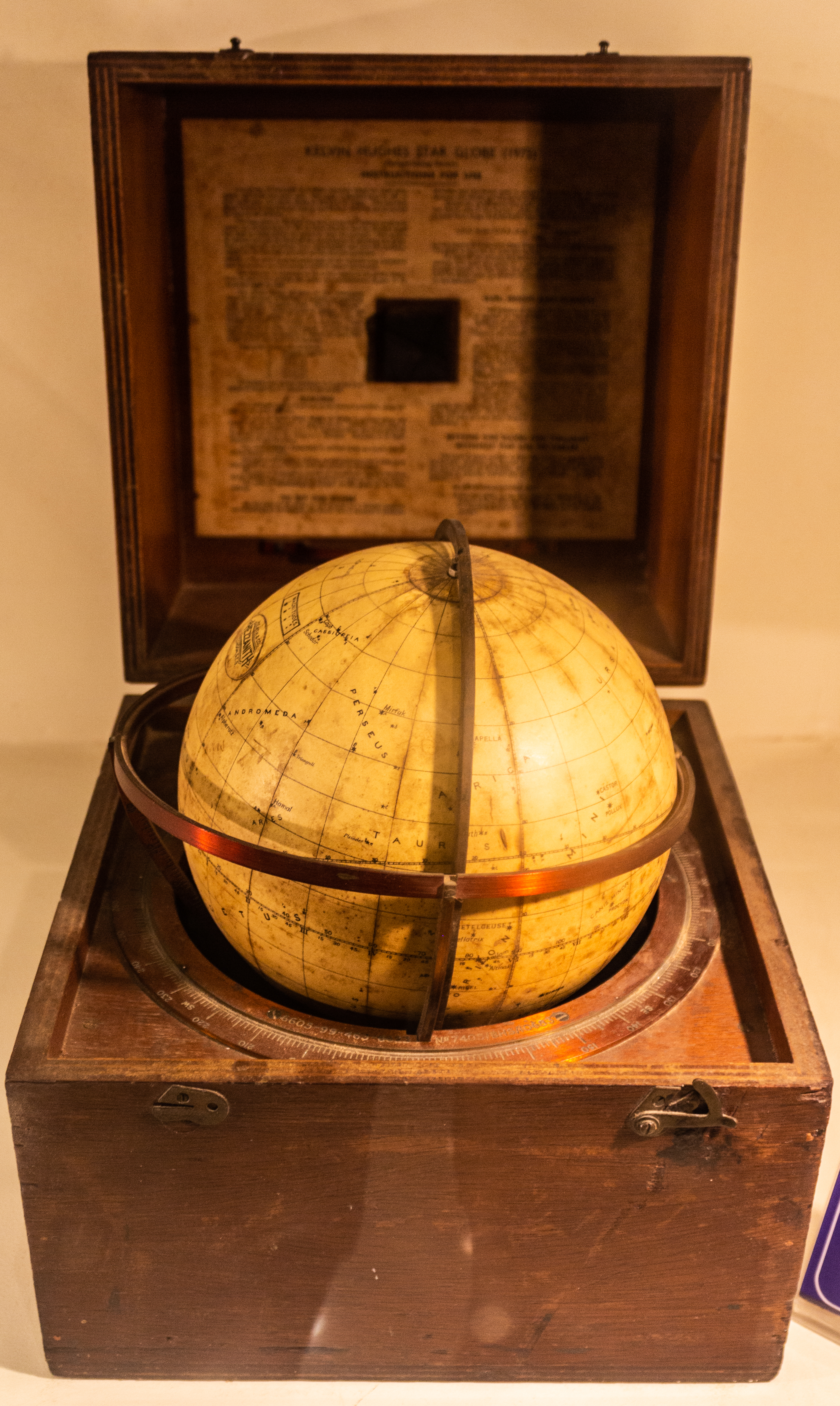
Глобус зоряного неба

Глобус зоряного неба — навігаційний інструмент, який відображає небесну сферу, іноді спроеційовану на глобус Землі (для спрощення використання у навігації).
Відображення зоряного неба на зоряному глобусі є зворотнім відображенням зоряної мапи у сферичній проекції (деякі історичні карти зоряного неба також мали зворотнє відображення, тобто були розгортками глобуса зоряного неба).

В Україні глобуси зоряного неба виготовляє ДНВП «Картографія».
Глобус зоряного неба. Небесна сфера з сіткою екваторіальних координат, екліптикою і найяскравішими зірками, яка дозволяє розв’язувати завдання зі сферичної астрономії, пов’язані з добовим і річним рухами Землі.— ДНВП «Картографія», 
Глобус зоряного або карта зоряного неба у поєднанні зі секстантом дозволяє визначити точне географічне положення за спостережуваними зорями.

## Планетарій
Планетарій є спеціальною спорудою зі сферичним куполом або склепінням, на внутрішній стороні якого зображено небесну сферу — глядачі споглядають планетарій зсередини. Зображення зоряного неба на куполі планетарію є дійсним.
У сучасних планетаріях використовуються спеціальні проектори та програмне забезпечення для проеціювання мапи зоряного неба на сферичний купол (екран) планетарію, які дозволяють відображати не лише статичну, а динамічну анімацію зміни положення космічних об'єктів на небесній сфері.

### Віртуальний планетарій
Віртуальний планетарій — програмне забезпечення для комп'ютерів та мобільних пристроїв, створено для відображення мап та глобуса зоряного неба. 
Сучасне програмне забезпечення (Stellarium, KStars, Cartes du Ciel, тощо) дозволяє відображати мапи зоряного неба близькі за деталізацією до фотографічних зоряних мап, з можливістю зміни положення огляду зоряного неба, часу (симуляція дозволяє відображати вигляд зоряного неба як в минулому, так і в майбутньому), а також з врахуванням різних оптичних ефектів атмосфери та оптичних приладів спостереження. 
Для укладання докладних карт зоряного неба і підготовки до друку використовують спеціалізовані віртуальні планетарії, наприклад C2A (Computer Aided Astronomy). 